# عثمان حسين
عثمان حسين، مغني سوداني (1927 - 2008) ولد في قرية دنقلا بشمال السودان، ويعتبر أحد المجددين في الأغنية السودانية المعاصرة من خلال إحداث تغيير في وتيرة اللحن والمقامات وإضافة المقدمة الموسيقية الطويلة، وكان يتمتع بشعبية وسط جمهور الحضر.

## ميلاده ونشأته
ولد عثمان حسين في قرية مقاشي في منطقة مروي بالولاية الشمالية في السودان عام 1927 وإسمه بالكامل هو عثمان حسين محمد التوم. ووالدته هي السيدة فاطمة الحسن النور كرار. وعند بلوغه سن الخامسة من العمر انتقل إلى الخرطوم ملتحقاً مع بقية أفراد عائلته بوالدهم الذي كان يعمل في مصلحة الزراعة هناك.
تزوج عثمان حسين بالسيدة فردوس أحمد المصطفى وله من الأولاد أربع صلاح وحسن ووداد وسهام.

## مراحل تعليمه
وكعادة أهل السودان، تم إلحاقه وهو صغير السن بخلوة الشيخ محمد أحمد ود الفقير بمسقط رأسه قرية مقاشي لكنه لم يدرس فيها سوى عامين بسبب انتقاله للإقامة في الخرطوم في عام 1932 م حيث التحق بخلوة الشيخ محمد أحمد في ديم التعايشة وهو الحي الذي كانت تقيم فيه الأسرة ثم درس بمدرسة الديم شرق الأولية لكنه لم يوفق في الدخول إلى المدارس الوسطى، فاتجه لتعلم حياكة الملابس في محل محمد صالح زهري باشا وكان يقع جوار نادي العمال في وسط الخرطوم. وكان يحيك الملابس النسائية.

## إهتمامه بالموسيقى
لم تكن الحياكة تستهوي الصبي عثمان بقدر ما استهوته الموسيقى فكان يذهب في أوقات فراغه إلى مقهى يسمى العيلفون ليستمع من مذياع فيها إلى أغنيات كبار المغنيين السودانيين التي تبثها الإذاعة السودانية من أم درمان أمثال عبد الكريم كرومة، و محمد أحمد سرور، و خليل فرح و احمد المصطفى و إبراهيم الكاشف و عائشة الفلاتية. وكان يردد تلك الأغنيات. وبامتعاض الترزي محمد صالح زهري باشا من اهتمام عثمان الشديد بالموسيقى أكثر من اهتمامه بالحياكة ترك عثمان المحل ليؤسس له والده محلاً صغيراً يمارس فيه مهنة الترزية باستقلالية.

## أعماله الفنية

### بداياته
بدأ الفنان عثمان حسين مسيرته الفنية عازفاً لآلة العود في فرقة الفنان عبد الحميد يوسف والذي كان يعتبره أستاذه الأول في حي السجانة بالخرطوم. وفي عام 1947 م إنضم إلى مطربي الإذاعة السودانية في أم درمان.

## الإذاعة السودانية
أتيحت الفرصة لعثمان حسين لتسجيل أغنياته وبثها عن طريق الإذاعة السودانية من خلال شقيقه طه حسين وكان يعمل في مطبعة «ماركوديل» في وسط الخرطوم وهي المطبعة التي كانت تقوم بطباعة نسخ مجلة الإذاعة السودانية «هنا أم درمان». وعندما جاء متولي عيد، مدير الإذاعة إلى المطبعة لاستلام نسخة من المجلة سأل طه عما إذا كان يعرف بعض الأصوات الشبابية الجديدة التي يراها قادرة على التغني في الإذاعة. رشح طه شقيقه عثمان. دخل عثمان حسين الإذاعة ليعرض صوته على لجنة للاختيار من بين أعضائها متولي عيد وقدم للجنة أغنية «إذكريني يا حمامة» دون أن تتم إجازتها ثم كرر التجربة بقصيدة من ألحانه بعنوان «حارم وصلي مالك يا المفرد كمالك» من كلمات الشاعر محمد بشير عتيق بعد ذلك قدم له شقيقه طه حسين قصيدة للشاعر قرشي محمد حسن بعنوان «اللقاء الأول» ومن ثم توالت أغنياته المسجلة في الإذاعة حتى بلغت نحو (120) أغنية وأنشودة.

## إسلوبه الفني ودوره في تطوير الأغنية السودانية
استطاع عثمان حسين في بداية الخمسينيات من القرن الماضي أن يجذب بفنه وموسيقاه اهتمام قطاع واسع من جمهور المثفقين في السودان الذين كان يُطلق عليهم حتي وقت قريب اسم الأفندية ( المفرد أفندي) ويشمل موظفي الدولة من كتبة ومحاسبين وغيرهم من مستخدمي الخدمة المدنية. وقد أدخل عثمان حسين في بنية الأغنية السودانية المقدمة الموسيقية الطويلة وتنوع اللحن والآداء في الأغنية الواحدة.

### المقدمة الموسيقية الطويلة
إن أبرز أثر لعثمان حسين في تطوير الأغنية السودانية هو التحول من الأغنية القصيرة المقاطع الخفيفة الإيقاع إلى أغنية أطول.  فقد كان يضع لأغنياته مقدمة موسيقية تطيل من زمن الأغنية ويعزا ذلك إلى تأثره وإعجابه بمقامات الموسيقى العربية التي كانت رائجة في السودان في ثلاثينات وأربعينات القرن الماضي والمنتشرة في فن الغناء المصري حيث تتصدر الأغنية مقدمة موسيقية مطولة قبل الدخول في الميلودي الخاص بها وهي طريقة سار عليها ملحنون عرب من بينهم الموسيقار المصري رياض السنباطي وتظهر بوضوح في أغنيات أم كلثوم و محمد عبد الوهاب وبعض أغنيات عبد الحليم حافظ  مثل رسالة تحت الماء و قارئة الفنجان التي ألفهما الشاعر السوري نزار قباني ولحّنهما الموسيقار المصري محمد الموجي.
تأثر عثمان حسين بهذا التيار من موسيقي الألحان وقام بتوظيفه في الأغنية السودانية ذات السلم الخماسي. وسار بعد ذلك على هذا النهج عدد من المغنيين والموسيقيين السودانيين.

### التعدد الميلودي
كذلك أدخل عثمان حسين طريقة جديدة في مسار الميلودي في الأغنية السودانية بحيث يأتي كل كوبليه أو مقطع نصّي بمقدمة موسيقية في قالب لحني يختلف عن وتيرة اللحن في الكوبليه أو المقطع الذي سبقه أو الذي يليه وبذلك تكون الأغنية متنوعة الألحان والمقاطع سريعة التنقلات. ففي أغنية «جايي تترجاني» يختلف لحن وآداء المقطع الذي يبدأ بعبارة: جايي تترجاني.. أغفر ليك ذنبك، عن المقطع الذي يليه والذي يقول: كنت تحلم بالسعادة.. ويأتي هذا المقطع الأخير مصحوباً بموسيقى قوية.

### اللحن أولا ثم النص
وإذا كان إيجاد النص عادة هو الذي يسبق عملية وضع اللحن والموسيقى عند بناء الأغنية، إلا أن عثمان حسين ابتدع طريقة جديدة بالنسبة للموسيقى السودانية حيث يتم أولاً وضع اللحن ومن ثم البحث عن نص يناسبه أو يتسق معه حتى ولو كان ذلك عن طريق تأليف نص جديد يتوائم مع اللحن المعد سلفاً. ولعل أبلغ مثال لذلك هو أغنية يا ناس لا لا، التي قام بتأليف نصها الشاعر السوداني عبد المنعم عبد الحي. وقد أورد عبد الحي ( المتوفي في عام 1999) قصة الأغنية حيث ذكر بأنه عندما جاء من مصر في منتصف الخمسينيات لقضاء إجازة بالسودان حيث كان يعمل بالجيش المصري، زاره عثمان حسين في منزله بالخرطوم بحري وطلب منه أن يقوم بتأليف كلمات لأغنية تناسب لحن كان يدندن به وهو يقول ( لللا لا.. للالا لللا..لا) . وبدأ عبد الحي في كتابة القصيدة منطلقا من ترنيمة هذه الدندنة. 
وهكذا ظهرت الأغنية ونصها هو:
يا ناس لا لا.. ناس لا لا.. ناس لا لا
خلو اللالا... واللالا... في حالا
خلو الما خطر زول.. على بالا
بكره الدنيا... جايالا... جايالا
المهجور ومجبور علي هجرو
المغدور ومكتوب علي غدرو
بين الحب والجفا
الإخلاص والوفا
السمّار النجوم
طول الليل ما بنوم
من النوح والهموم
من ناس لا لا
ناس لا لا

## الإيقاع
يميل عثمان حسين إلى إيقاع «السيرة» وهو إيقاع سوداني تقليدي يستخدم الموسيقى المصاحبة لموكب نقل العروس من بيت أبيها إلى بيت الزوجية وذلك في موكب يعرف بالعامية السودانية ب(السيرة) 
- بإمالة السين - .
كما يجيد الأستاذ عثمان حسين العزف على العود إجادة تامة.

## موضوعات أغنياته وشعرائها
كغيره من المغنيين السودانيين تنوعت موضوعات أغانيه من القصائد العاطفية التي تتركز على الوصف والشوق والحنين إلى الأغاني الوطنية وغيرها من ألوان الغناء والموسيقى. وقد تعاونت معه مجموعة من الشعراء السودانيين من بينهم السر دوليب وهو أحد الشعراء المتخصصين في كتابة قصائد الأغاني الخفيفة وقدم له أغنيات مثل «اللون الخمري» و «بسامحك يا حبيبي» و «ما بصدقكم» والشاعر محمد يوسف موسى ومن قصائده لعثمان حسين «الدرب الأخضر» و «تسابيح». وغنّى عثمان حسين للشاعر زين عباس عبارة قصيدة «اوعديني» و للشاعر علي محمود التـنقاري قصيدة «كيف لا أعشق جمالك »، وقرشي محمد حسن صاحب أغنية «الفراش الحائر» و عبد المنعم عبد الحي (ناس لا لا)، وعوض أحمد خليفة ( ربيع الدنيا) و حسين بازرعة الذي كان واحد من أبرز الشعراء الذين تغنى عثمان بقصائدهم وكتب أكثر أغانيه رواجاً. كما غنى لشعراء آخرين مثل مصطفى سند وصلاح أحمد محمد صالح وغيره.
كما تغنى عثمان حسين بقصائد وطنية من بينها أغنية «أرضنا الطيبة» التي سجلها في عام 1956 م بمناسبة الاستقلال وهي من كلمات حسين بازرعة كما غني «عرس الدم» لثورة أكتوبر / تشرين الأول 1964 م وهي من كلمات الشاعر محمد الفيتوري وغنى قصيدة «الاشتراكية» للشاعر فضل الله محمد بجانب «العودة الي اليرموك» للشاعر صلاح أحمد إبراهيم وقصيدة «في محراب النيل» للشاعر التجاني يوسف بشير وكلماتها تصور انسياب نهر النيل وتحكي عن مآثره التاريخية وقد كان عثمان حسين معجباً بها وذكر بأنه كان يحلم بأداء أغنية لنهر النيل تماما كما فعل الموسيقار والمغني المصري محمد عبد الوهاب في أغنيته «النهر الخالد» حتى وجد قصيدة في محراب النيل والتي أشادت بها المغنية المصرية الشهيرة أم كلثوم عندما التقت بعثمان حسين خلال زيارتها للسودان عام 1968 م.

## جوائزه
حصل عثمان حسين في عام 1975 على وسام العلم والفنون والآداب الذهبي الذي قررت الحكومة السودانية منحه تكريماً له وعرفاناً بجهوده في تطوير وإثراء الأغنية السودانية. وفي عام 1999 حصل على وسام دار الأوبرا المصرية من مصر، ثم منحته حكومة السودان وساماً آخر في عام 2005 وهو نوط الجدارة، وفي عام 2006 م منحته جامعة النيلين بالخرطوم درجة الدكتوراه الفخرية.

## وفاته
توفي في يوم الجمعة 7 يونيو / حزيران 2008 م نتيجة هبوط في القلب إثر إصابته بإلتهاب بسيط تمكن بعده من الذهاب إلى مستشفى الجودة التي مكث فيها حوالي 42 ساعة فقط. دُفِن بمقابر فاروق في الخرطوم .

## قالوا عنه
أشاد بأعمال عثمان حسين الموسيقية والغنائية عدد كبير من مشاهير السودان العاملين في مجال الموسيقى والأغاني ومن بينهم البروفسور علي شمو، وزير ثقافة وإعلام سابق، الذي تحدث لصحيفة الرأي العام السودانية عن عثمان حسين قائلاً: «عثمان حسين يمثل نقطة تحول في تاريخ الأغنية السودانية وهو مدرسة قائمة بذاتها.. لا يشبهها أحد.. متميز في أدائه وألحانه واختياره لأغنياته.. وهو ملحن من الطراز الممتاز وكذلك موسيقار متفرد.. ورجل متميز حتى في أدائه لأغنيات الحقيبة التي أضاف لها من روحه واعتقد إنه صفحة مهمة في تاريخ الفن السوداني».
وقال عنه الشاعر سيف الدين الدسوقي «إن الثقافة تعني عثمان حسين.. فقد كان أنيقاً في اختياره لكلمات أغانيه كما هو أنيق في اختيار ملابسه».
أما الشاعر السوداني محمد يوسف موسى فقد ذكر بأنه يفتخر لاعتباره آخر شاعر غنّى له عثمان حسين في حين ذكر الفنان شرحبيل أحمد قائلا: «عثمان حسين بالنسبة لنا الأب الذي تعلمنا منه طريقة الألحان.. وهو موسيقي الأجيال.. فقده عظيم».